# جوسب سونال
جوسب سونال (21 يوليو 1898- 6 أغسطس 1936)، محامي وصحفي وسياسي كاتالوني من إسبانيا، ورئيس سابق نادي برشلونة، دعا إلى استقلال كاتالونيا عن إسبانيا.
بالرغم أنه لم يحظ برئاسة النادي الكاتلوني لأكثر من عام إلا أنه يعتبر واحدا من أشهر رؤساء النادي، حظي باحترام وتقدير جماهير النادي وهو رجل ذو نزعة سياسية، وميول قومية، للقومية الكاتلونية التي كانت تنادي أثناء فترة رئاسته بالانفصال عن إسبانيا. في إحدى زياراته لجبهات الدفاع عن مدريد في أغسطس 1936  بداية الحرب الأهلية الإسبانية، وبالضبط في جبهة في سييرا دي جواداراما، ألقي القبض عليه وأعدم مع اثنين من رفاقه دون محاكمة من قبل أتباع فرانكو. ولم يصل خبر مقتله لإقليم   كاتالونيا إلا بعد أسبوع، مما تسبب في مزيد من الاضطرابات في الإقليم وعلى جميع المستويات.